# Marie Stein-Ranke
Marie Stein-Ranke (* 13. Juni 1873 in Oldenburg; † 9. Juli 1964 in Nußloch bei Heidelberg) war eine deutsche Malerin und Radiererin.

## Leben

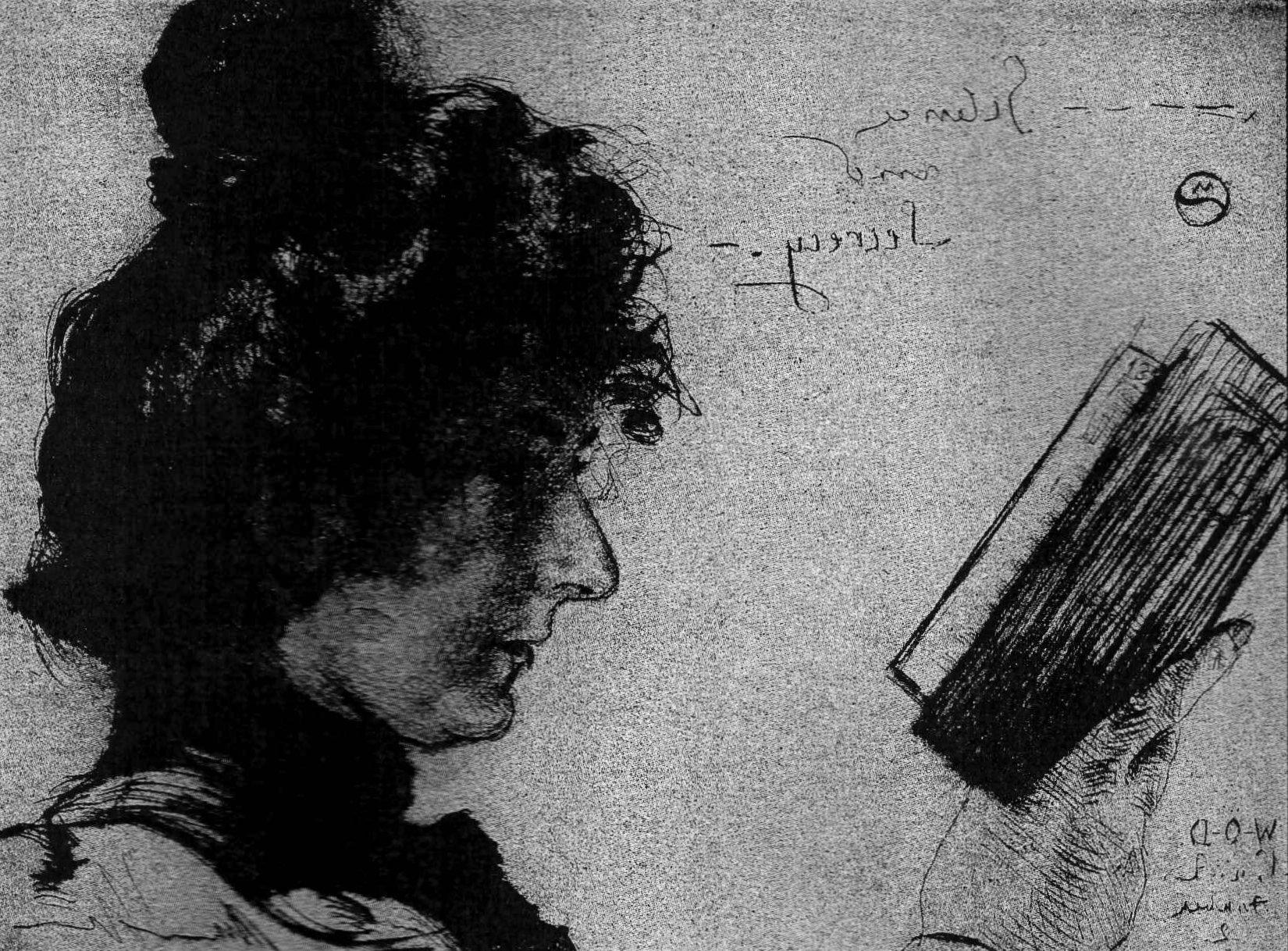
Marie Stein-Ranke: Selbstbildnis mit Buch, 1899

Marie Stein wurde als zweite Tochter des Gymnasialdirektors Heinrich Marcus Stein (1828–1917) und dessen Ehefrau Rosine Louise geb. Bülcke (1842–1924) in Oldenburg geboren. Ihr älterer Bruder Johannes Stein (1866–1941) war später oldenburgischer Finanzminister. Sie wurde bereits mit fünf Jahren zur Schule geschickt und erwies sich schnell ihren älteren Klassenkameradinnen als ebenbürtig. Sie besuchte die Cäcilienschule Oldenburg. Ihr verborgenes künstlerisches Talent wurde erst nach Beendigung ihrer Schulzeit sichtbar. Sie fing an zu zeichnen. Ihr Vater erkannte die Begabung und förderte sie und ermöglichte seiner Tochter ab 1890 ein Studium in Düsseldorf.
Die Düsseldorfer Kunstakademie zählte neben den Akademien in Berlin, München und Dresden zu den wichtigsten künstlerischen Institutionen im Deutschen Kaiserreich. Allerdings war es Frauen überhaupt erst nach dem Ende des Kaiserreichs und mit Einführung des Frauenwahlrechts 1919 gestattet, sich offiziell an deutschen Kunstakademien einzuschreiben. Vorerst blieb es ambitionierten Künstlerinnen selbst überlassen, Lehrer auszuwählen oder, wenn möglich, eine Damenmalschule zu besuchen. Als Lehrer wählte sie den Porträt- und Modemaler Walter Petersen (1862–1950), der sieben Jahre Malerei an der Düsseldorfer Kunstakademie studiert hatte. In den drei Jahren von 1890 bis 1893 legte sie mehrmals wöchentlich ihrem Lehrer Studien und Zeichnungen zur kritischen Begutachtung vor und erlernte unter Walter Petersen die grafische Technik des Radierens. Einige Jahre später fertigte sie in Erinnerung an ihren ersten Lehrer sein Bildnis im Profil.
Wie Marie Stein feststellte, reichte die Ausbildung bei Petersen in Düsseldorf kaum aus, und so finanzierte der Vater ihr noch ein Jahr an der privaten Damenmalschule von Friedrich Fehr in München. Auch dort arbeitete sie den ganzen Tag von 8 bis 12 Uhr und von 2 bis 6 Uhr. Aber die „süßlich-sinnliche“ Art des Lehrers gab ihr nichts. Sie bedauerte es sehr, dass sie aus finanziellen Gründen nicht zum Radieren zum Schweizer Grafiker Karl Stauffer-Bern nach Berlin oder zum Malen zu Paula Modersohn-Becker nach Worpswede gehen konnte.
Im Anschluss an die Ausbildung in der Malschule von Friedrich Fehr wechselte sie zu Paul Nauen, ebenfalls in München. Dort folgte eine künstlerisch produktive Zeit. Im Winter 1896 zog Marie Stein zu einem längeren Studienaufenthalt in die Kunstmetropole Paris. Hier wohnte sie in der Rue Mezieres Nr. 6 zwischen dem Boulevard Saint-Germain und dem Jardin du Luxembourg bei der Witwe eines Malers, wo ihr ein Atelier zur Verfügung stand. Unter diesen günstigen Möglichkeiten für Radierungen entstanden eine Reihe davon mit ausgesprochen guter Technik. Mit einem dieser Werke, der Kaltnadelradierung „Männliches Portrait“, konnte Stein-Ranke den 1. Preis bei einem Radier-Wettbewerb des Leipziger Kunstverlages E. A. Seemann gewinnen. Das Werk wurde anschließend in der Zeitschrift für bildende Kunst (Ausgabe 10, 1898, S. 297) veröffentlicht. 1903 nahm sie erneut an diesem Wettbewerb teil und erreichte mit ihrem Werk „Weibliches Portrait“ den dritten Preis.
Im März 1898 verließ Marie Stein Paris und fuhr nach Oldenburg, um die Hochzeit ihres Bruders zu feiern. Danach ging sie zunächst erneut nach München, um an der Ausstellung im Münchener Glaspalast teilzunehmen, für die sie noch einige Porträts ausarbeitete. Nach ihrer Rückkehr nach Düsseldorf wurde sie Lehrerin im Atelier ihres früheren Lehrers, konnte aber offenbar auch gut vom Verkauf ihrer Arbeiten leben, mit denen sie, wie sie später schrieb, bis zu 2000 Mark erzielte. Marie Stein hatte sich in Düsseldorf als Gesellschaftsmalerin einen Namen gemacht und erhielt lukrative Aufträge der Oberschicht. Maria Stein ist bereits 1906 als eine der wenigen Frauen im Mitgliederverzeichnis des Deutschen Künstlerbundes zu finden.

## Marie Stein und Hermann Ranke

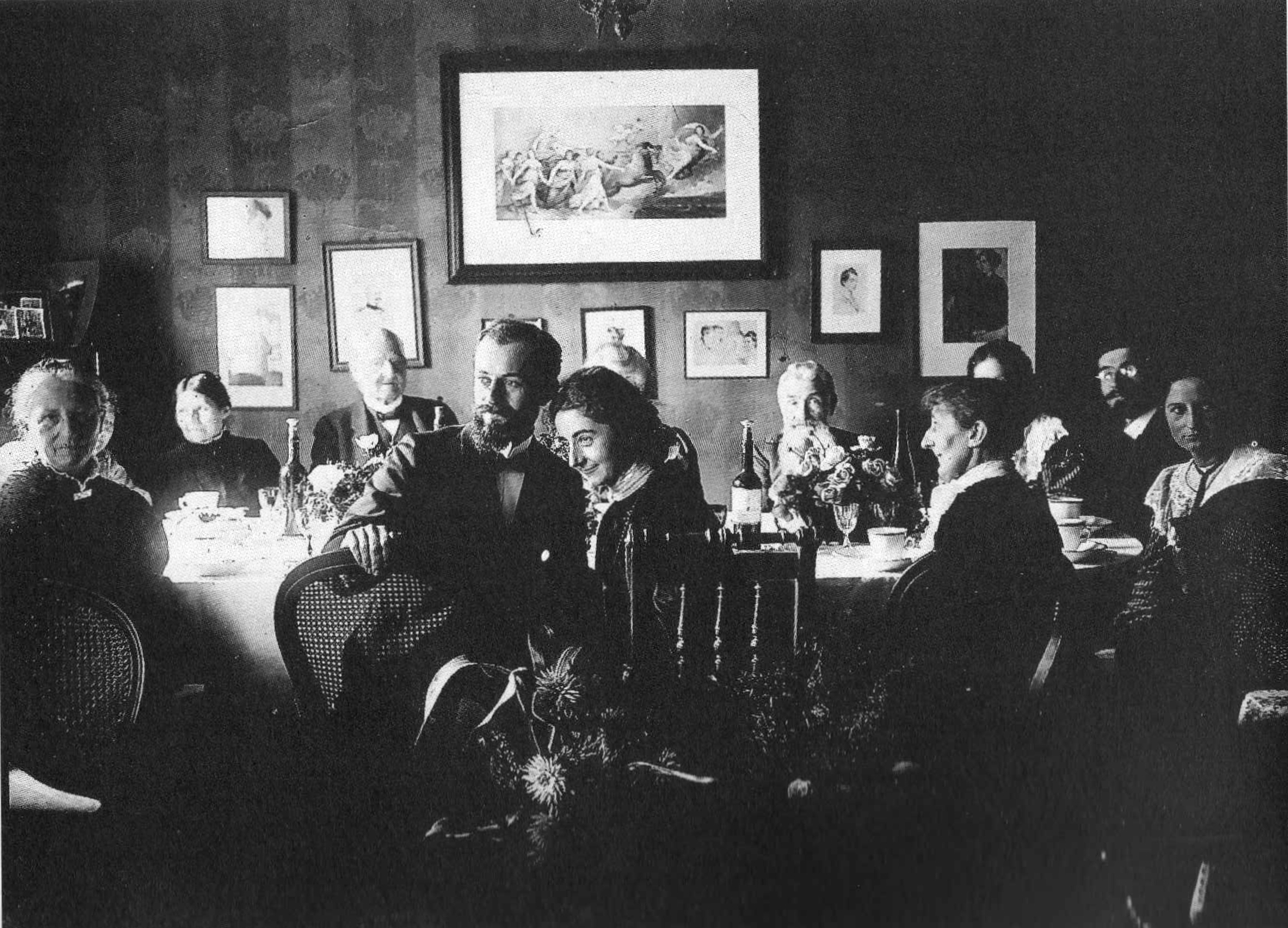
Hochzeit von Hermann Ranke und Marie Stein-Ranke-1906

Ein Studienfreund von Hermann Ranke lud ihn zu seiner Verlobung nach Oldenburg ein. Zufälligerweise saß bei dieser Feier Maries Schwester Frieda Stein neben Hermann Ranke. Bald darauf besuchte Frieda ihre Schwester Marie in Berlin, wo diese unter Leo von König arbeitete, und fuhr mit dem Bus am Ägyptischen Museum vorbei, wo Hermann Ranke als Ägyptologe tätig war. Als Hermann Ranke zufällig im Bus auf sie aufmerksam wurde, verabredeten Frieda und Hermann ein Treffen im Grunewald. Hermann brachte dazu seinen jüngeren Bruder Friedrich und Frieda ihre ältere Schwester Marie mit. Im darauf folgenden Jahr erfolgte die Hochzeit von Marie Stein und Hermann Ranke in Oldenburg. Das Paar bekam später drei Kinder. Sechs Jahre später heirateten auch Frieda Stein und Friedrich Ranke. Die Hochzeit hatte sich so lange hinausgezögert, weil ihr Verlobter sein Germanistikstudium und seine Habilitation in Straßburg zunächst abschließen wollte.
Der Ägyptologe Hermann Ranke ging nach seiner Zeit am Ägyptischen Museum in Berlin an die Universität Heidelberg, wo er das Ägyptische Institut aufbaute. Im Winter 1912/1913 nahm Hermann Ranke an der dritten Grabungskampagne der Deutschen Orient-Gesellschaft bei El Amarna teil, bei der unter anderem die später berühmte Königinnenbüste der Nofretete gefunden wurde.
Mit dem Ausbruch des Ersten Weltkrieges und der vierjährigen Einberufung ihres Mannes an die Westfront begann für Marie Stein-Ranke ein  schwieriger Lebensabschnitt. Ihre in Berlin geborene Tochter Hannah steckte sich bei einer Meningitis-Epidemie in Heidelberg an und starb 1927 fast 20-jährig in einem Sanatorium in der Schweiz. Ihre Söhne Andreas und Albrecht studierten Jura bzw. Volkswirtschaft. Kurz nach der Machtübernahme der Nationalsozialisten im Herbst 1933 nahm sich Albrecht in der Nähe von Berlin das Leben. Obwohl Steins Vater bereits 1853 zum protestantischen Glauben konvertiert war, galt sie als „Halbjüdin“ und somit waren auch die Kinder jüdischer Abstammung. Beim Tod von Albrecht waren seine Eltern in Amerika, da Hermann Ranke 1932 eine Gastprofessur in Madison/Wisconsin erhalten hatte. Nach Erhalt der Nachricht kehrten sie sofort nach Deutschland zurück. Die Nationalsozialisten hatten den Lehrstuhl für Ägyptologie in Heidelberg unter einem Vorwand abgeschafft, dann Hermann Ranke zunächst beurlaubt und am 1. Dezember 1937 emeritiert. Im Herbst 1939 erhielt Hermann Ranke einen Ruf als „Visiting Professor“ an die Universität von Philadelphia, wo er mit Beginn des neuen Studienjahres ab dem 1. Oktober in den USA seine Lehrtätigkeit und Forschungen wieder aufnehmen konnte.
Da ihr älterer Sohn Andreas Ranke an die Ostfront rekrutiert wurde und Rankes Lehrauftrag erst am 31. Mai 1940 endete, reiste Marie allein mit dem Schiff nach Deutschland zurück, um von ihrem Sohn in Berlin Abschied zu nehmen. Ende Juli 1941 erreichte Marie die Nachricht vom Tod ihres Sohns, der in Russland an einem unbekannten Ort gefallen war. Zur Trauer über ihre drei auf so tragische Weise verlorenen Kinder gesellten sich seit ihrer Rückkehr finanzielle Nöte. Die Finanzverwaltung Karlsruhe hatte im November 1939 kurzerhand die Zahlung der Pension des entlassenen Professors eingestellt und Überweisungen aus den USA waren nicht gestattet. Zu ihren Verwandten nach Oldenburg oder Hamburg wollte die Künstlerin nicht gehen, da sie aufgrund ihrer jüdischen Abstammung mit Schikanen rechnen musste.
Zurückgezogen lebte Marie Stein-Ranke im kleinen Dorf Bollschweil bei Freiburg auf dem Schloss des Freiherrn Holzing-Berstett. Die Tochter des Freiherrn, die Schriftstellerin Marie Luise Kaschnitz, die mit dem Archäologen Guido Kaschnitz von Weinberg verheiratet war, hatte sie vermutlich dorthin vermittelt. Unbehelligt und ohne Kontakt zu ihren Verwandten überstand die über 70-Jährige hier die NS-Zeit. Ihrem Ehemann gelang es, im Sommer 1942 über Stockholm nach Deutschland zurückzukehren. 1946 wurde Hermann Ranke „im Wege der Wiedergutmachung“ rehabilitiert, aber ein Lehrauftrag wurde ihm, wie es hieß aus Altersgründen, verweigert. Ranke war aber noch voller Forscherdrang, publizierte Fachbeiträge, nahm erneut einen Ruf als Gastprofessor in den USA (University of Pennsylvania) an und ging, immer begleitet von seiner Frau, als Gastprofessor an die Faruq-Universität in Alexandria. Nach dem Tod von Hermann Ranke am 22. April 1953 verkaufte seine Witwe die umfangreiche Bibliothek ihres Mannes an die neugegründete Universität Saarbrücken. Bei einem Besuch in Heidelberg erlitt die 83-jährige einen schweren Unfall und verbrachte Monate in einer Klinik. Im Anschluss daran war sie gezwungen, in einem Altersheim in Nußloch bei Heidelberg zu wohnen. Dort starb sie 1964.

## Oldenburger Kunstleben
Nach ihren Düsseldorfer und Münchener Ausbildungsjahren nahm Marie Stein aktiv am kulturellen Leben ihrer Geburtsstadt teil und beschickte ab 1896 alljährlich die Ausstellungen des Oldenburger Kunstvereins im Augusteum. Ab 1898 erhielt Marie Stein eine Reihe von Porträtaufträgen der Großherzoglichen Familie, so von Herzogin Sophie Charlotte und von Großherzog Friedrich August 1897. Auch die Fürsten von Waldeck erteilten ihr Aufträge. 1906 wurde Marie Stein beim Kopieren eines Bildes auf der Museumsinsel vom Kaiser Wilhelm II. angesprochen, der gegenüber im Berliner Schloss residierte. Offenkundig begeistert von ihrem Talent, bestellte Wilhelm II. ein Porträt seiner Tochter Viktoria Luise bei Marie Stein.

## Künstlerfreunde

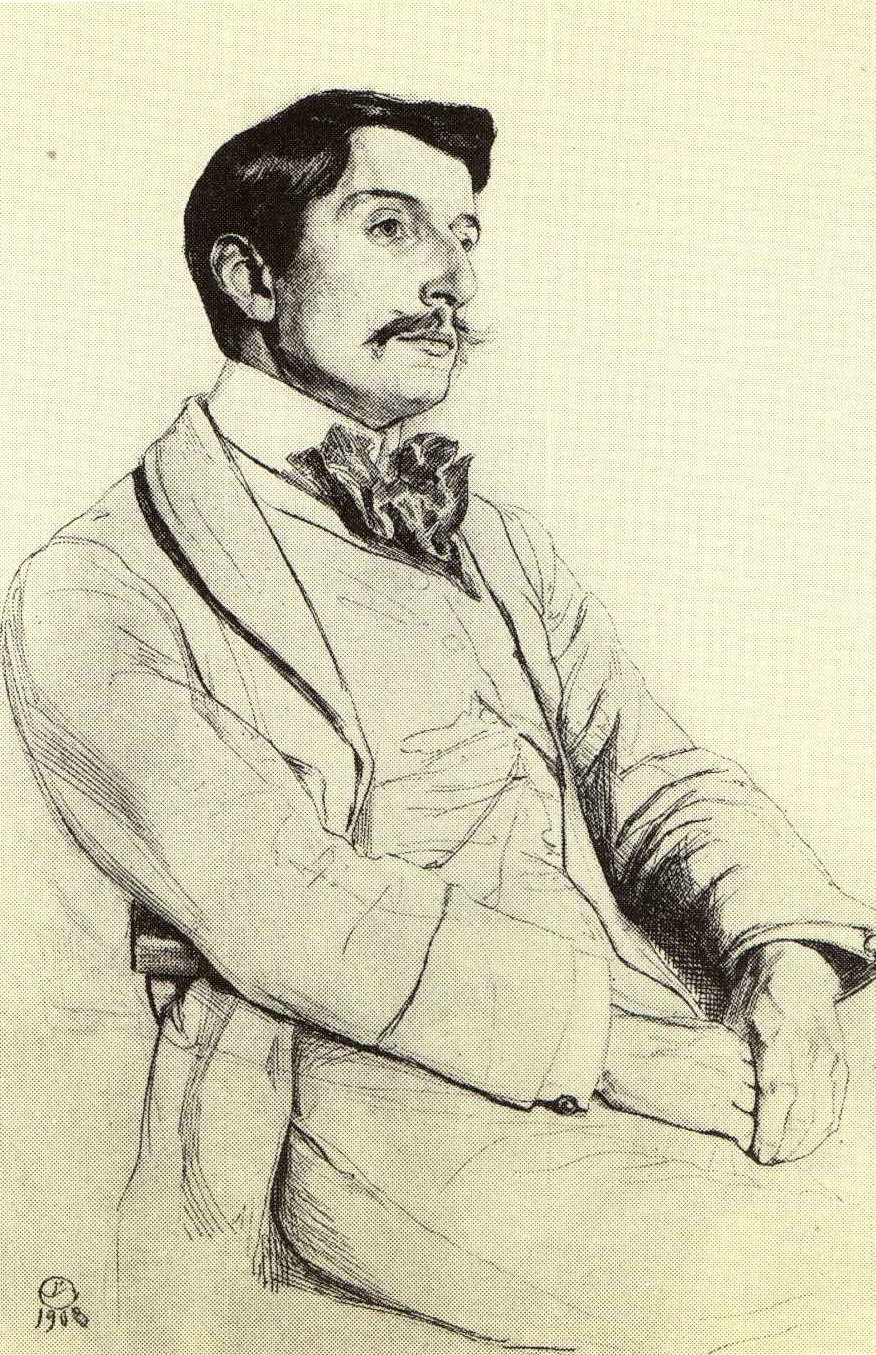
Marie Stein-Ranke-Porträt von Georg Müller vom Siel, 1903

Mit dem aus Butjadingen stammenden Landschaftsmaler Georg Müller vom Siel verband Marie Stein eine Künstlerfreundschaft, die sich in zwei Porträtradierungen aus den Jahren 1902 und 1903 ausdrückte. Beide Bildnisse charakterisieren den norddeutschen Landschaftsmaler, zeigen sie doch die beiden diametral auseinanderliegenden Pole seiner Persönlichkeit: Den fernab der Metropole in der Abgeschiedenheit lebenden Landschaftsmaler mit lässiger Schiebermütze und den eines Dandys, der es genießt, vornehm gekleidet zu erscheinen. Georg Müller vom Siel führte in der Künstlerkolonie Dötlingen ein sehr gastfreundliches Haus. Hier verkehrten viele Künstler aus nah und fern. Es ist davon auszugehen, dass Marie Stein hier regelmäßig zu Besuch war, auch um sich mit anderen Künstlern auszutauschen. Gute Beziehungen pflegte Marie Stein auch zum Heimatmaler und Kunsthändler Ludwig Fischbeck, der in Oldenburg für den Verkauf ihrer Radierungen sorgte. Dank der guten Beziehungen ihres Mannes gelang es Marie Stein-Ranke in Berlin, Kontakte zu berühmten Kunsthistorikern und Kunstkritikern herzustellen und sie zu überreden, in Oldenburg Vorträge zu halten. Da der Oldenburger Kunstverein nur geringe Honorare bezahlte, erbot sich die Künstlerin, als Aufwandsentschädigung Porträtradierungen anzufertigen. So kamen die Kunsthallendirektoren Alfred Lichtwark aus Hamburg, Gustav Pauli aus Bremen, Fritz Wichert, der Berliner Architekturtheoretiker Hermann Muthesius, die Kunsthistoriker Heinrich Wölfflin, Carl Neumann, Hugo Prinz und Hans Mackowsky zu Vorträgen nach Oldenburg. Rainer Maria Rilke sprach über den Bildhauer Auguste Rodin und Emil Waldmann über seine Biografie über Édouard Manet.
Marie Stein gründete zusammen mit Willa Thorade und Wilhelm von Busch den „Verein Oldenburger Kunstfreunde“, der gegenüber der zeitgenössischen Kunst einen offeneren Zugang als der Oldenburger Kunstverein (OKV) hatte. 1904 gehörte Marie Stein zu den Gründungsmitgliedern des Oldenburger Künstlerbundes (OKB). Im ersten Verzeichnis der Mitglieder des OKB 1908 sind von 31 Künstlern immerhin zehn Malerinnen aufgeführt, u. a. Emy Rogge aus Butjadingen, Paula Schiff und Anna Schulman-Salomon aus Berlin, Else Müller-Kaempff aus Ahrenshoop, Clara Westhoff-Jordan aus München und aus Oldenburg Anna List, Emma Ritter, Martha Lohse und Hermine Schmidt. 1905 erhielt sie die Oldenburgische Staatsmedaille.
Obwohl sich Marie Stein nach ihrer Hochzeit mit Hermann Ranke in Berlin niedergelassen hatte, trat sie der 1906 in der Bremer Kunsthalle unter anderem von Paul Müller-Kaempff gegründeten Vereinigung Nordwestdeutscher Künstler bei. Allerdings ließ ihr Engagement in kulturellen Angelegenheiten in Nordwestdeutschland dann doch nach, da sie durch die Geburt ihrer drei Kinder und die Übersiedlung nach Heidelberg zu sehr beansprucht war.